# 胡麻豆腐

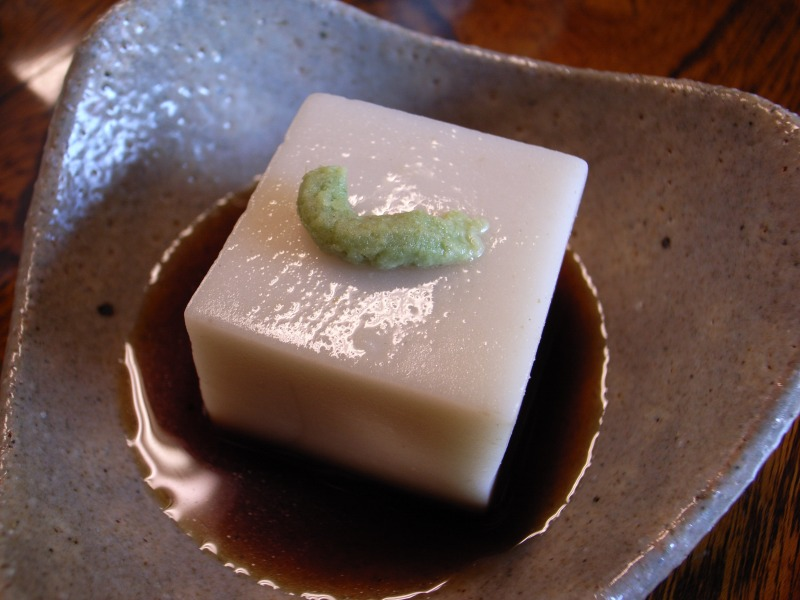
わさびで食べる。

胡麻豆腐（ごまどうふ）は精進料理のひとつで、奈良県および和歌山県の郷土料理。
豆腐の名を持つが、大豆を原料とする豆腐とは異なる。

## 概要
原材料はゴマと葛粉。葛粉に本葛を用いるのが本式とされ、高野山や永平寺の精進料理には、かかすことのできないものと言われる。
胡麻の皮をとり、舌触りが滑らかになるまで念入りに磨り潰す。大変に手間のかかる作業だが、調理も修行のうちである禅寺では、重要とされた。家庭では、市販の練りゴマと片栗粉で代用できる。水で溶いた葛粉と合わせて火にかけ、絹のようになるまで練り、型に入れて豆腐状に冷やし固める。
食べ方は、通常はそのまま冷奴として食べ、豆腐のように食材とされる事は少ない。胡麻油の強い風味との釣り合いで、わさび醤油やタレを添えたり、出汁を加える。
本式の胡麻豆腐を生で求めるには製造元に行くとよいが、製造の翌日か翌々日までに消費する必要がある。
高野山をはじめ和歌山、奈良、京都の禅寺の昼食、あるいは宿坊で宿泊時の食事で定番のほか、土産物として、高野山や吉野地方、道の駅の売店などで販売されている。

## 類似品
食品工業的に製品化が容易であり、スーパーマーケットの定番商品となっている。賞味期限を確保するため、パック豆腐と同じくレトルト食品として供給され、本葛以外の各種デンプンを原料とし、大豆をはじめとする副原料が使われていることもある。
長崎県では、煎り胡麻を使用するため、色合いが茶色で香りが強く、砂糖で甘く味付けされている。
岐阜県では、豆腐に胡麻を加えて風味をつけたものを、胡麻豆腐と称して販売している。
沖縄県では、同様の製法で落花生によるジーマーミ豆腐が作られている。
岩手県江刺地方や山形県では、同じくクルミによる「くるみ豆腐」が知られている。
高知県安芸市では、韓国のトトリムッに倣った樫の実を使う「カシ豆腐」が伝わっている。
普茶料理の麻腐（マフ）は、サツマイモなどの芋デンプンで作る胡麻豆腐。

## 色々な胡麻豆腐

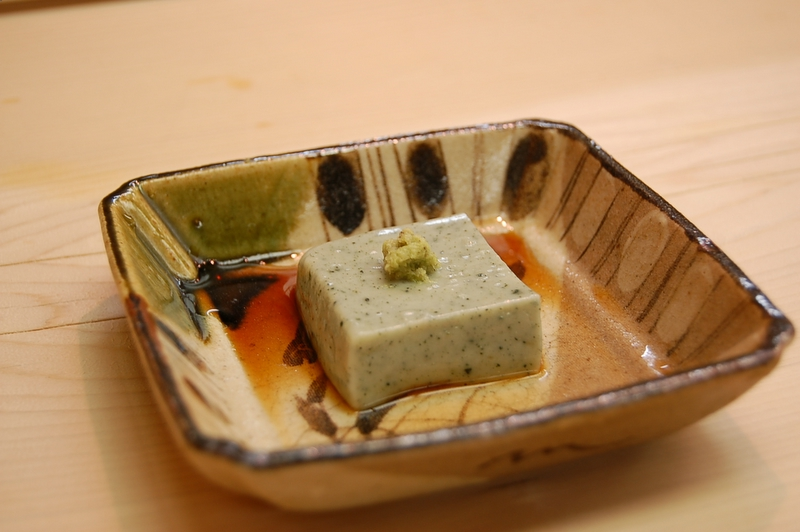
胡麻豆腐
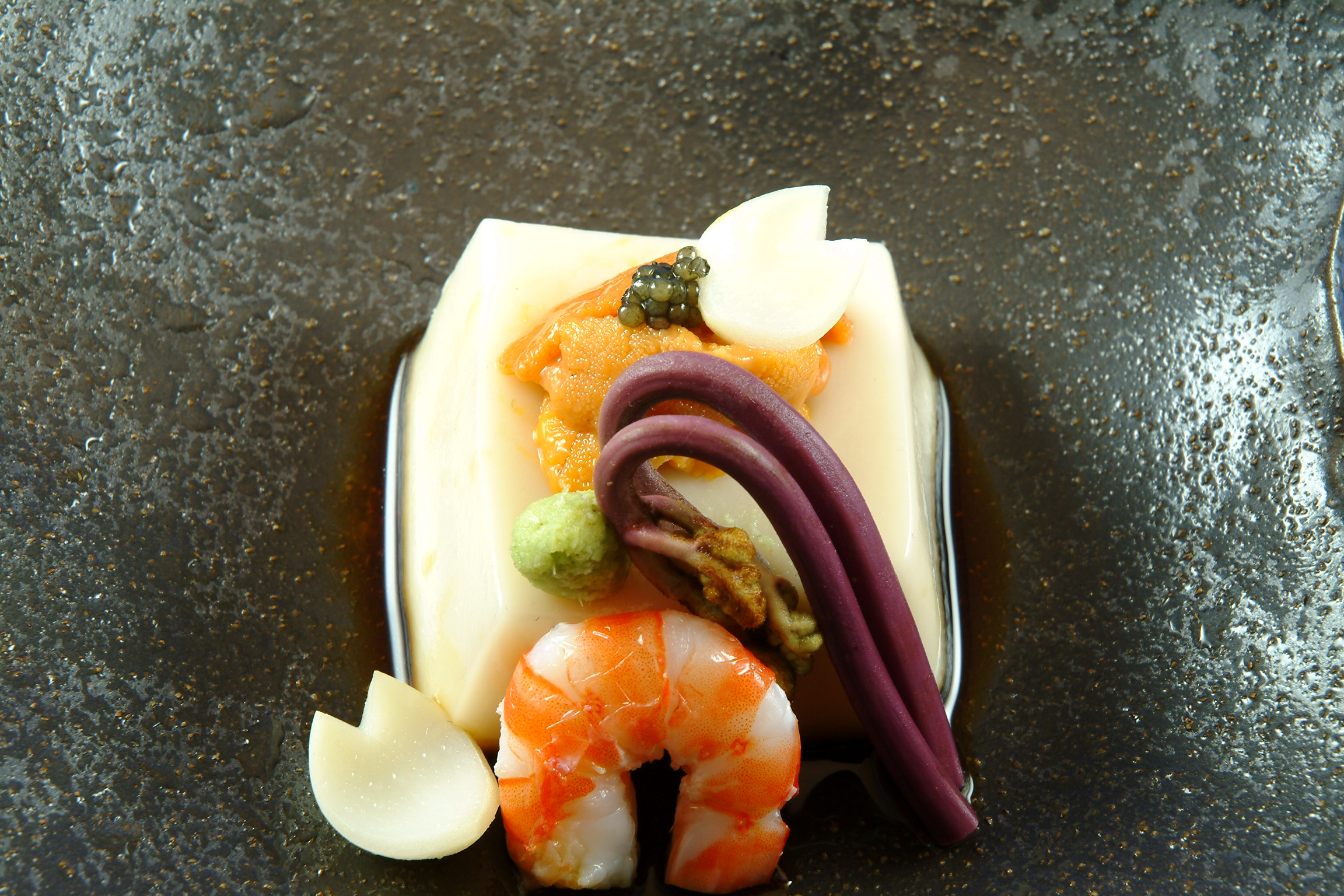
様々な食材を装った胡麻豆腐（三田見野屋製）

## 参照
1. ↑  文部科学省、「日本食品標準成分表2015年版（七訂）」
2. ↑  子どもから大人まで！　おいしい「くるみ豆腐」 ＪＡ全国女性組織協議会
3. ↑  山形の郷土料理集 山形市役所
4. ↑  カシ豆腐（かしきり豆腐）中国四国農政局
5. ↑  長崎の精進卓袱 公益社団法人長崎県栄養士会

### 同じく大豆やにがりを使わないが豆腐の名前がある料理
- 玉子豆腐
- 杏仁豆腐